# Olivier-Jean Morvan
Olivier-Jean Morvan (né le 15 mai 1754 à Pont-Croix – mort le 22 mai 1794 à Brest) était avocat et poète lorsqu’il fut guillotiné sous la Terreur.

## Biographie
Il se fit remarquer de bonne heure comme avocat et comme poète. Comme avocat, il s'acquit, au barreau de Quimper, la réputation d'un jurisconsulte consciencieux, habile et éloquent ; comme poète, il attira l'attention sur lui par une Épître aux Muses, insérée dans le Mercure du 7 janvier 1786. L'accueil favorable que reçut cette pièce le détermina à concourir l'année suivante pour le prix de poésie décerné par l'Académie française. Son Ode sur le Triomphe de l'Humanité dans le Dévouement héroïque du prince Maximilien-Jules-Léopold de Brunswick, 1789, obtint la seconde mention honorable dans un concours où se présentèrent un grand nombre de concurrents. On a dit qu'il méritait la première, car « M. Noël, à qui elle fut accordée, aurait dû avoir le prix que les quarante accordèrent à l'une des plus médiocres pièces qui eussent été présentées à ce concours ». (Mercure du 8 décembre 1804). Une Ode contre le jeu, qu'il dédia à Dussaulx, et que Miorcec de Kerdanet a insérée dans ses Notices chronologiques sur les théologiens, jurisconsultes, philosophes, artistes, littérateurs, poètes, bardes, troubadours et historiens de la Bretagne, le mit en rapport avec le traducteur de Juvénal, et donna naissance à une correspondance pleine de témoignages de la bienveillance et de l'intérêt qu'il avait inspirés à ce dernier. « Je vous louerais davantage, lui disait Dussaulx, si vous ne m'aviez tant loué ». Le véritable talent poétique que révèle l'Ode contre le jeu présageait à Morvan des succès durables, et il n'eût pas manqué de les obtenir, si la Révolution, qui éclata peu après, ne l'avait détourné de sa paisible carrière pour le jeter dans l'arène politique.
La ville de Quimper le nomma, le 3 août 1790, membre du directoire du département, élection que Morvan n'avait nullement briguée. Il était alors à Paris, où il était venu porter les Observations du district de Quimper à l'Assemblée nationale sur l'établissement du chef-lieu du Finistère, Quimper, 1790. Ces Observations, dont Morvan était l'auteur, furent présentées par lui à la députation du Finistère. Accueillies ensuite par l'Assemblée nationale, elles prévalurent sur l'opinion formulée par Marec, organe du district de Brest. À son retour de Paris, Morvan concourut à l'établissement du nouveau régime, et fut spécialement chargé de l'administration des biens nationaux et de leur vente, des traitements et pensions ecclésiastiques, des mesures relatives à la suppression des droits féodaux, des affaires commerciales et de l'organisation des municipalités. Quand l'administration départementale du Finistère fut mise en jugement, pour avoir fait à la France un timide appel contre le sanguinaire despotisme de la Convention, Morvan fut arrêté et incarcéré à Landerneau. De concert avec ses collègues, il publia un mémoire justificatif qui eût du arrêter les poursuites ; mais la mort des administrateurs, décidée à l'avance, avait réduit la procédure et le jugement qui devait les frapper à une simple affaire de forme, si toutefois ce nom peut être donné à des actes de cette espèce. Fort de son innocence, Morvan comptait néanmoins sur un acquittement. « Mon cher frère et ami, disait-il dans une lettre écrite peu de jours avant son jugement, je t'écris de la prison de Landerneau ; mais, avant peu, j'aurai le plaisir de l'embrasser, car aucune charge ne pèse sur moi ; mon patriotisme est connu, et je suis certain d'être bientôt mis en liberté ». La confiance de Morvan ne tarda pas à s'évanouir. L'acte d'accusation, œuvre ténébreuse, rédigé dès le 24 floréal, par Bonnet, substitut de l'ex-moine Donzé-Verteuil, ne fut communiqué aux accusés et à leurs défenseurs que le 30, veille de leur comparution, à sept heures du soir. Trente-quatre accusés reçurent trois copies seulement de ce factum de 17 pages in-folio, où les faits tronqués, dénaturés, mais groupés avec un art infernal, exigeaient une réfutation interdite par le temps et plus encore par la résolution bien connue d'entraver toute défense. Morvan montra, en cette circonstance, la noblesse et la force de son âme. Convaincu désormais que son sort était décidé, il ne s'occupa plus que de celui de ses collègues. Parmi eux, se trouvaient deux cultivateurs que la commission administrative elle-même avait cru devoir recommander à la clémence des représentants Jeanbon Saint André et Prieur de la Marne ; mais le tribunal avait trop soif de sang pour les écouter. Hors d'état de présenter leurs moyens de défense, les deux cultivateurs trouvèrent dans Morvan un interprète fidèle et spontané de leurs pensées. Le lendemain, 1er prairial an II, dès six heures du matin, de forts détachements de l'armée révolutionnaire gardaient tous les carrefours et les abords du château où les prisonniers avaient été transférés. Les ouvrages avancés ayant bientôt été franchis, on vit arriver à l'ancienne chapelle de la marine, entre deux haies d'hommes armés, les trente-quatre administrateurs du Finistère. Les mots Justice du Peuple, gravés sur une plaque de cuivre, se lisaient au front de l'édifice. C'est là que, sur une estrade, ombragée des trois couleurs, et substituée à l'autel des sacrifices, siégeaient, décorés du bonnet phrygien, Pierre-Louis Ragmey, Maurice Le Bars, Jean-Corneille Palis, Donzé-Verteuil, Bonnet et les dociles jurés qui s'étaient associés aux vengeurs du peuple. Sur des gradins, disposés à leur droite, s'assirent les accusés, ayant chacun, à ses côtés, deux gendarmes, le sabre nu, et renforcés de nombreux piquets qui gardaient toutes les issues. Quant aux défenseurs, éloignés de leurs clients, toute communication avec eux leur était interdite.
Les deux premiers jours furent employés à la lecture d'une immense quantité de pièces, d'arrêtés, d'adresses, d'extraits de registres, dont les défenseurs entendaient la lecture pour la première fois. Le président Ragmey promenait, pendant ce temps, ses yeux sinistres sur l'assemblée saisie d'effroi ; et si un accusé, ou son défenseur, tentait une observation, il passait outre. Quand la parole fut accordée aux défenseurs, il leur appliqua, dès les premiers mots de leurs plaidoiries, le système d'intimidation qu'il pratiquait à l'égard des accusés. Morvan ayant voulu ajouter quelques mots à la défense que M. Le Hir avait prononcée en sa faveur, Ragmey lui coupa précipitamment la parole et dit, à lui et à son défenseur, « qu'ils eussent à se renfermer dans la cause, ou que le tribunal ne les écouterait plus ». Quoique Morvan se regardât déjà comme condamné, il n'en voulut pas moins, jusqu'au dernier moment, disputer sa tête aux bourreaux. Aussi, quand Ragmey, au mépris des preuves d'alibi invoquées en faveur de quelques accusés, les eut tous compris dans un résumé commun et dans la position d'une question unique, Morvan fut un de ceux qui protestèrent le plus énergiquement contre cette monstrueuse confusion. Inutile tentative ! Avant que le jury sortit de la salle des délibérations, on entendait dans la cour voisine les chevaux et les charrettes que le bourreau Ance, impatient de saisir sa proie, avait amenés d'avance. Un raffinement de cruauté fut déployé lors du supplice de vingt-six des administrateurs du Finistère, consommé le 3 prairial an II (22 mai 1794). 
Son fils Frédéric Pierre Morvan, ancien élève de l’École polytechnique, était général de division, commandeur de la Légion d'honneur, chevalier de Saint-Louis et de Saint-Ferdinand d'Espagne.

## Œuvres
Parmi les nombreux manuscrits que laissa Morvan, et qui, après avoir successivement passé par plusieurs mains, semblent aujourd'hui perdus, il y avait :
1. Un grand nombre de Plaidoyers et de Lettres, entre lesquelles se remarquait sa correspondance avec Dussaulx et une autre avec Rigoley de Juvigny.
2. Une Épître au ministre Montmorin.
3. Une Épître à Mercure.
4. Une Ode sur l'établissement d'une société patriotique de Bretagne. Outre ses poésies françaises, il avait composé dans l'idiome celtique, qu'il possédait parfaitement, des chansons dont on regrette la perte.